# Jesper Lind
Jesper Lind (født 29. oktober 1974) er en dansk trommeslager.
Han har spillet i en lang række bands i Danmark og udlandet, senest med Tim Christensen. Han var desuden en del af det ikke længere eksisterende band Kira & The Kindred Spirits.